# Осетия
Осе́тия (осет. Ир, Ирыстон) — этнолингвистический регион центрального Кавказа, расположенный по обе стороны от Главного Кавказского хребта, в основном населённый осетинами. В настоящее время часть этого региона, расположенная к югу от Главного Кавказского хребта, относится к частично признанной (с 2008 года) Республике Южная Осетия, к северу — к Республике Северная Осетия — Алания в составе Российской Федерации. Общая площадь всей Осетии (как сумма площадей РЮО и РСО-А) составляет примерно 11 955 км².
Реки на севере Осетии относятся к бассейну реки Терек, на юге — к бассейнам рек Лиахвы (приток Куры) и Риони.
Расстояние от самого южного населённого пункта Южной Осетии (село Орчосан, Ленингорский район РЮО) до самого северного населённого пункта Северной Осетии (посёлок Садовый, Моздокский район РСО) достигает 228 км.
Самое первое равнинное поселение северной части Осетии — Урсдон (ныне курортное село Урсдон в Дигорском районе Северной Осетии — Алании).

## Этимология
На грузинском языке аланы и, впоследствии, их потомки осетины называются оси (по-старогрузински — овси), а их страну грузины называют О(в)сети, на основе чего было образовано современное русское «Осетия».

## История
Исторически основная часть Осетии была расположена на территории Северного Кавказа, тогда как большая часть современной Южной Осетии входила в состав различных грузинских государств и была заселена осетинами лишь в XVI—XIX веках. Однако, многие исследователи считают что освоения территорий Южной Осетии осетинами началось ещё в III веке.  При царе Урдуре в XI веке Алания достигла могущевства. Она имела дипломатические отношения с Византией, Грузинским царством и имела многолюдную столицу Магас. До начала Монгольских вторжений на Кавказ в XIII веке, аланы занимали территорию от Лабы до Аргуна. Историко-географический облик и границы Осетии впервые наиболее полно были зафиксированы известным грузинским историком и географом XVIII века Вахушти Багратиони в труде «Описание царства Грузинского»:
А границы нынешней Овсетии суть: с востока граница Трусо и Хеви, потом Казбекский Кавказ и Ахотский Кавказ, который лежит от юга к северу и оканчивается в конце Хеви, у реки Ломеки; далее река Ломеки до горы Хетадзе-Черкезис-мта; южной границей служит Кавказ, с Хевскаго Кели, идущий к западу до Бруцсабдзела, и между Зекаро-Кедело и Рачо-Дигорией и Басианом лежащий Кавказ; а с севера срединная между Черкезом и ею (Овсетией) лежащая высокая гора, со стороны Черкеза лесистая, а со стороны Осетии безлесная, но по лощинам малолесная; и с запада граничится с Кавказом, лежащим между Рачой и Жгеле, потом между Басианом и Сванетией.
В 1236 году Угедей-хан отправил Батый-Хана , Гуюк, Бюри и Мёнке-хана с войском численностью более 200 000 человек на помощь Субэдэю в покорении мятежных народов Восточной Европы и Северного Кавказа . Среди упомянутых мятежных народов были предки черкессов , предки осетин, русы и другие. В 1277 году Менгу-Тимур направил свою армию на подавления аланского восстания в Дедякове. Ряд исследователей считают, что Дедяков находился на территории Северной Осетии. После победы над Золотой Ордой в Битве на Тереке в 1395 году, Тамерлан впоследствии напал на алан. Вторжение Тамерлана привело к бегству аланов в глубины гор и уничтожению всех городов. С XIV века до середины XVII века Осетия существовала как абсолютно замкнутая горная территория, не имевшая городов, не велась летопись, а большая часть осетинского населения страдала из-за малоземелья. В этой связи имел место большой отток осетин в Закавказье, в северо-западную часть Центральной Грузии, а также с середины XIX века в Восточную Грузию, которая обладала более благоприятными условиями для пахотного земледелия и скотоводства. На новой территории расселения переселенцев позднее образовался регион Южная Осетия.
В 1614 году во время Походов шаха Аббаса в Картли, персидские войска атаковали Осетию. Они дошли до Зрамага, но из-за сильного сопротивления отступили.
Историки не пришли к единому мнению о том, когда Осетия была включена в состав Российской Империи. Многие традиционные источники указывают в качестве даты присоединения 1774 год.
Однако, проект присоединения Осетии, подготовленный астраханским генерал-губернатором П. Н. Кречетниковым, был представлен на рассмотрение Екатерине Второй только в 1775 году. Более того, осетинский проект генерал-губернатора не позволил ему сохранить пост, и в том же 1775 году П. Н. Кречетников был отправлен в отставку. Горная часть Осетии сохраняла независимость до 1837 года.
В 1784 году основана крепость Владикавказ, позднее слободка, столица Терской области, впоследствии столица Северной Осетии.
В самом конце XVIII — начале XIX века открылась первая осетинская школа в Моздоке.
В 1830 году после карательной экспедиции Паскевича Южная Осетия полностью стала частью Российской империии.
В южной части Осетии создали Осетинский округ в составе Тифлисской губернии.
В начале XX века в одном из тбилисских городских театров открылась первая в мире осетинская театральная студия.
Во время Гражданской войны в России Северная Осетия достаточно сильно пострадала из-за боевых действий. Многие осетинские селения в Моздокском районе, Пригородном районе, возле Владикавказа были уничтоженны большевиками.
В 1922 году населённые осетинами регионы приобрели официальный юридический статус: Северная Осетия осталась в составе РСФСР в качестве автономной области, а новообразованная южная — осталась в составе Грузинской ССР также в статусе автономной области. Северная часть осетин, в основном, проживала в Северо-Осетинской автономной республике РСФСР, также осетинские анклавы находились в соседней Кабардино-Балкарской АССР, и Карачаево-Черкесской АССР (Лаба). Южная часть осетин проживала в основном в Юго-Осетинской автономной области Грузинской ССР; многочисленные анклавы осетин были и в центральной части Грузинской ССР, Тбилиси, Кахетии, Казбекском районе (Трусовское ущелье), всего более 120 тысяч человек до 1989 года.
Существования ЮОАО характеризовались грузинизацией общественно-политической и культурной сферы Южной Осетии, включая навязывание грузинского языка и грузинского письма, отказ в участии осетин на руководящих постах и т. д, административно-государственными языками были русский и грузинский языки.
Территории селений Иран, Ставд-Дурта и станицы Змейская перешли в состав Северной Осетии в период 1923—1935 годов. В период 1921-1935 годов, села Редант, Балта, Чми и линия между Батако и Кантышево были переданы в состав Ингушской АО.
В связи с депортацией чечено-ингушей и упразднением Чечено-Ингушского АО, большая часть бывших ингушских поселений перешла в состав Северной Осетии. Переселение осетин из Трусовского ущелья, Грузинской ССР осуществлялось советскимми властями против их воли и желания.  После возвращения ингушей в 1957—1960 годах в составе Северной Осетии остался Пригородный район (его современная восточная часть), со смешанным осетино-ингушским составом сёл, таких как: Чермен, Майское, Донгарон, Дачное, Куртат, Камбилеевское, Октябрьское, Ир, Комгарон, Сунжа, хутор Сунжа, Тарское, Чернореченское, также остались посёлки Карца, Южный, Редант, Хутор Попов, Балта, Чми, Эзми.
В состав также Осетии перешли так называемый Моздокский перешеек с сёлами Хурикау и Кусово (с ингушским населением) и юго-западная часть нынешнего Моздокского района из состава Курпского района Кабардино-Балкарии с поселениями Нижний Малгобек, Сухотское, Виноградное со смешанным кабардинским, осетинским, ингушским, русским, гагаузским населением.
Город Моздок и современная северная часть Моздокского района вошли в состав Осетии в 1944 году.
С 1960-х годов до конца 1980-х в театре оперы и балета ставились оперы, оперетты на осетинском языке
Октябрь 1981 года — массовый бунт против властей в связи с преступлениями местных ингушей, повлёкшие смерти, впоследствии массовые аресты бунтовавших, и смена первого секретаря обкома партии Кабалоева.
27 ноября 1984 года был введён в эксплуатацию Рокский тоннель, впервые связывавший Северную Осетию с Южной Осетией, круглогодичным сообщением.
В конце 1980-х годах возникла межнациональная напряжённость между осетинами и ингушами, и русскими и казаками, создающая провокации со всех сторон.
Летом 1990 году столица Северной Осетии Орджоникидзе была переименована во Владикавказ, и в том же году снесён памятник Орджоникидзе на площади Свободы.
В 1991 году Северо-Осетинская АССР преобразована в Республику Северная Осетия — Алания (сокр. РСО — Алания).
В конце октября — начале ноября 1992 года произошли вооружённые столкновения в восточной части Пригородного района и в районах восточных и южных окраин города Владикавказа.
С 23 ноября 1989 года до середины 1992 года, ввиду обострения юго-осетинского геноцида, устроенного режимом Гамсахурдиа, усилилась межэтническая напряженность в районах компактного проживания осетин в Грузии, вылившаяся в вооружённый конфликт, повлёкший за собой многочисленные разрушения и беженцев. В ходе конфликта 29 мая 1992 года осетинами была провозглашена независимость Республики Южная Осетия (которая длительное время оставалась непризнанным государством и не получила широкого признания другими государствами по сей день). В конце июля — начале августа обстановка в зоне грузино-осетинского конфликта начала резко обостряться, а в ночь на 8 августа 2008 года начались активные боевые действия в столице самопровозглашённой республики Цхинвале и пригородах. После этого Грузия предприняла попытку установления контроля над Южной Осетией. Днём 8 августа 2008 года президент России объявил о начале «операции по принуждению к миру» в зоне конфликта. В регион были введены значительные российские вооружённые силы. В течение нескольких суток российские войска совместно с юго-осетинскими вооружёнными формированиями вытеснили грузинские войска из Южной Осетии.
Независимость Южной Осетии была признана некоторыми государствами: РФ (26 августа 2008 года), Никарагуа (5 сентября 2008 года), Венесуэла (10 сентября 2009 года), Республика Науру (16 декабря 2009 года), Тувалу (сентябрь 2011 года, отозвано в марте 2014 года), Сирия (май 2018 года).
С конца 1990-х годов в Северной Осетии, как по всей России, происходили различные террористические акты, самый трагический террористический акт произошёл 1 — 3 сентября в городе Беслан.
В 2009 году был открыт газопровод «Дзуарикау — Цхинвал».

## Города
Крупнейшим городом, культурным и экономическим центром современной Осетии является Владикавказ (осет. Дзӕуджыхъӕу), значительную роль играет также Цхинвал, в котором расположены научные и культурные центры общеосетинского значения (Юго-Осетинский НИИ имени З. Ванеты, Юго-Осетинский драматический театр, Юго-Осетинский государственный университет и другие).
| название на русском                                       | название на осетинском | год основания | численность населения     |
| --------------------------------------------------------- | ---------------------- | ------------- | ------------------------- |
| Владикавказ                                               | Дзӕуджыхъӕу            | 1784          | ↗293 287 (2025)           |
| Моздок (один из старейших городов Северного Кавказа)      | Мӕздӕг                 | 1763          | ↘34 841 (2025)            |
| Беслан (ранее Тулатова)                                   | Беслӕн                 | 1840          | ↗36 199 (2025)            |
| Алагир                                                    | Алагир                 | 1850          | ↘21 253 (2025)            |
| Цхинвал                                                   | Чъреба                 | 1398          | 34 764 (2015)             |
| Ардон (ранее станица Ардонская, и село Ардон)             | Ӕрыдон                 | 1823          | ↗18 960 (2025)            |
| Дигора (ранее Вольнохристиановское, и Новохристиановское) | Дигорӕ                 | 1852          | ↗10 120 (2025)            |
| Квайса (ранее Кваиси)                                     | Къуайса                | 1940          | 3464 (1989), 1100 (2015). |

Поселки городского типа:
- Заводской, Южный, Редант, Алханчурт — администрация города Владикавказ,
- Мизур, Бурон, Згид, Холст — Алагирский район,
- Верхний Фиагдон — Алагирский район,
- Кобан — Пригородный район,
- Дзинага — Ирафский район,
- Дзау (райцентр) — Дзауский район,
- Знаур (райцентр) — Знаурский район,
- Ленингор (райцентр) — Ленингорский район.

## Флаг Осетии — Алании
Флаг, наряду с гербом и гимном, является государственным символом Республики Северная Осетия — Алания и Республики Южная Осетия. Флаги Южной Осетии и Северной Осетии идентичны друг другу.
В Республике Южная Осетия статус флага прописан в конституции, принятой 26 ноября 1990 года, и подтверждён законом о государственном флаге 30 марта 1992 года. В Республике Северная Осетия — Алания (РФ) флаг принят Парламентом республики 24 ноября 1994 года.
Флаг представляет собой бело-красно-жёлтый триколор. Цвета флага символизируют моральную чистоту (белый), воинскую доблесть (красный) и благополучие, изобилие, благодать (осет. фарн) — жёлтый.

## Герб
Герб древней Осетии находится в центре флага. Один из главных компонентов герба — силуэт горных цепей тёмно-голубого цвета, олицетворяет собой горный ландшафт Осетии. На фоне горных цепей изображён барс (леопард), в спокойной, но настороженной позе. На его теле на жёлтом (золотом) фоне находятся чёрные пятна. Живот барса — жёлтого цвета, без пятен.
Второй компонент герба — символ барса — можно понять, дав ему короткую характеристику. Учёный-зоолог Бремм описывает барса как наделённого физическими и душевными качествами кошачьих, он в одинаковой степени красив, опасен, силён и поворотлив, отважен и коварен. Барс искусно лазает по деревьям и скалам, при необходимости может плавать в воде, отчаянный и решительный зверь. В трудной ситуации не отступает, без страха рвётся к врагу.